# ライト兄弟

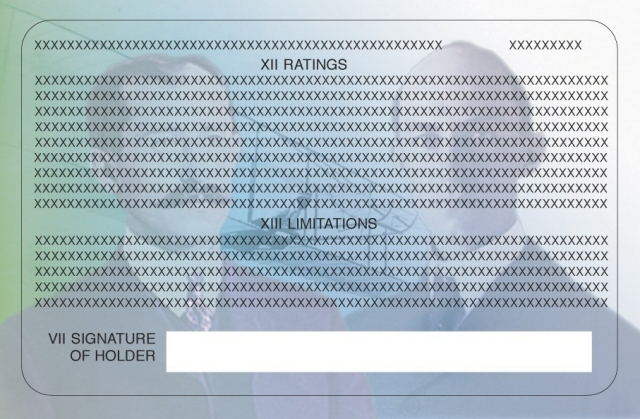
FAAの免許証の裏に描かれたライト兄弟

ライト兄弟（ライトきょうだい、英: Wright Brothers）は、アメリカ合衆国出身の動力飛行機の発明者かつ世界初の飛行機パイロットの兄弟。

## 概説
自転車屋をしながら兄弟で研究を続け、1903年に世界初の有人動力飛行に成功した。
ただし、世界初という点についてはグスターヴ・ホワイトヘッドによる1901年8月の初飛行が世界初であるという指摘がある。
1906年に万国国際法学会は、各国の自衛に供されぬかぎり航空は自由という原則を採った。14対9という多数決の結果は、航空技術の熾烈な競争を招いた。機先をとった彼らの特許を、フランスではラザール・ワイラー、アンリ・ドゥッシュ＝ド＝ラ＝ムルトらが率いるシンジケートが購入した。
連邦航空局（FAA）が発行するパイロットのライセンスカードの裏面にはライト兄弟の肖像が描かれている。
LIFE誌が1999年に選んだ「この1000年で最も重要な功績を残した世界の人物100人」に選ばれた。

## 人間関係

### 兄弟

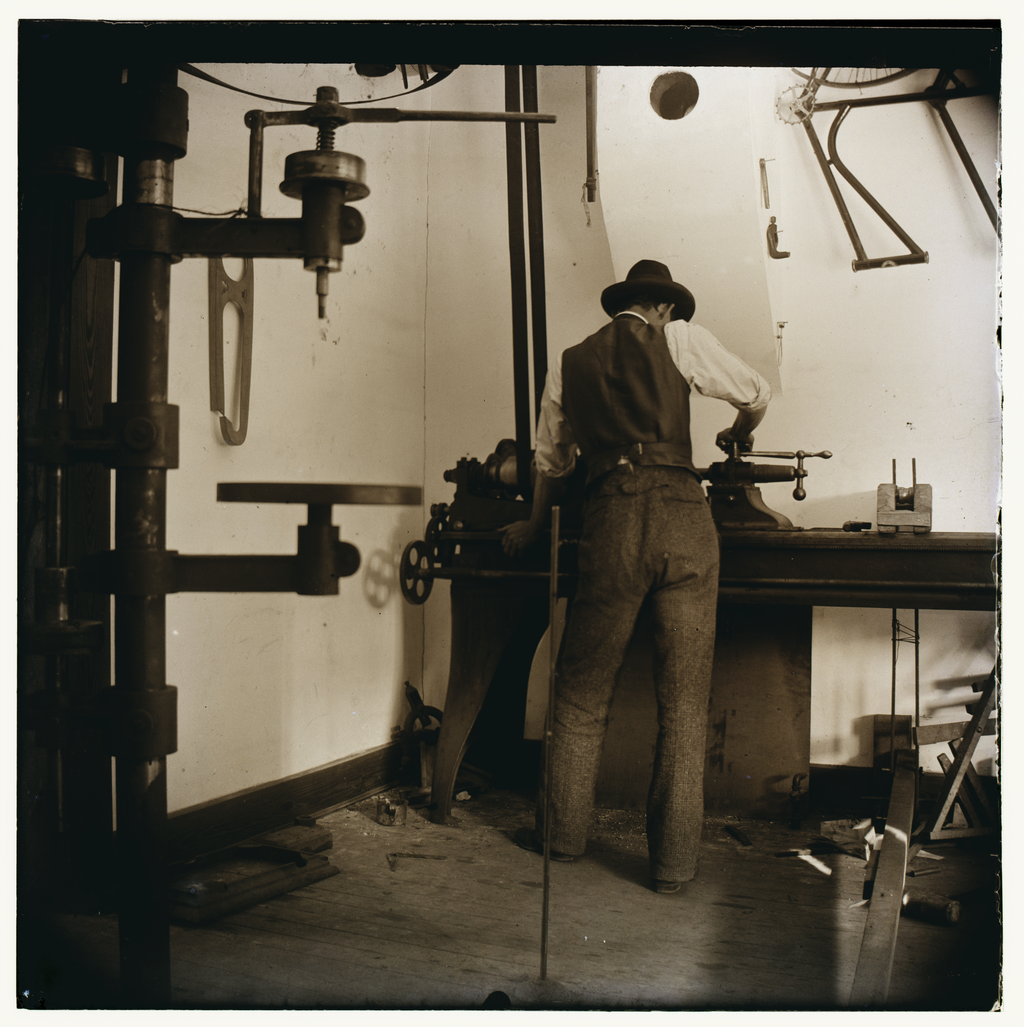
デイトン市内に保存されているライト兄弟の自転車屋

ウィルバー・ライト（英: Wilbur Wright）
1867年4月16日 - 1912年5月30日
ライト家の三男でオーヴィルの兄。インディアナ州東部の小さな村ミルビル出身。
オーヴィル・ライト（英: Orville Wright）
1871年8月19日 - 1948年1月30日
ライト家の四男でウィルバーの弟。オハイオ州デイトン出身。
2人は牧師ミルトン・ライト（1828年 - 1917年）の息子として生まれた。一家には他に3人の兄妹（長兄ルクラン（1861年 - 1920年）、次兄ローリン（1862年 - 1939年）、妹キャサリン（1874年 - 1929年））がいたが、母スーザンは結核により1888年に早逝した。尚この他にもう2人の兄弟がいたが夭折している（厳密には7兄弟と考えられる）。
兄弟は生涯の大部分をデイトンで過ごした。グライダー実験と最初の動力飛行をノースカロライナ州キルデビルヒルズで済ませた後の飛行活動は、現在ライト・パターソン空軍基地の敷地内にあるハフマンプレーリー（一般見学可能）を中心に行われた。だがウィルバーの晩年には再びキルデビルヒルズで実験を行った。
1909年に兄弟はライト社（英: Wright Company） を創業するが、ウィルバーの死後の1915年にオーヴィルは会社を売却している。ライト社は最初のグレン・L・マーティン・カンパニーおよびシンプレックス・オートモービル社と合併してライト＝マーティン社になり、その後、この会社は航空機用エンジンを主力とするライト・エアロノーティカル社として再編成された。1929年にライト・エアロノーティカル社とカーチス・エアロプレーン・アンド・モーター・カンパニーは統合して、巨大な新合併会社であるカーチス・ライト社が誕生した。カーチス・ライト社は航空機用部品メーカーとして存続している。
ウィルバーは1912年、腸チフスのためデイトンの自宅で死去した。オーヴィルは36年後、心臓発作のため同じくデイトンで死去した（奇しくも彼の翌日にはジョン・T・ダニエルズ（下記）が死去している）。2人はデイトンのウッドランド墓地に長兄ルクランを除く家族と共に埋葬されている。2人とも女性に興味がなく、生涯独身だった。同性・異性を問わず性的な接触をした証拠は見つかっていないという。

### 妹
キャサリン・ライト（晩年の1926年11月20日に結婚してキャサリン・ライト・ハスカルとなる）は、ライト兄弟の唯一の妹にして、彼らのアシスタント的な存在だった。1889年に母親が早逝したとき、彼女は家族では唯一の女性として世帯の責任を引き継いだ。オーバリン大学（英: Oberlin College）を卒業後、スティール高校（英: Steele High School）で教師として働く。家事の手伝いをするために、彼女は何十年も家族と一緒にいたメイド、キャリー・カイラーを雇った。ウィルバーとオーヴィルはキティーホークで家を離れ、その後ヨーロッパとワシントンDCで時間を過ごすと、キャサリンは家を離れ、家族と故郷のニュースと並行して彼らに常に書簡を書いた。彼女は定期的に書簡を送っていないときに彼らを叱って、ヨーロッパにいるときに「気晴らし」を警告した。ウィルバーはキャサリンにオービルと一緒にフランスに行くように頼み、1909年にポー、ピレネー=アトランティックで加わる。彼女はすぐに社会的な場面を支配し、悪名高い恥ずかしがる兄弟よりもはるかに魅力的になっている。ウィルバー死亡後の1912年、ライトカンパニーの役員になるが、同社は1915年にオーヴィルによって売却された。
1926年11月20日にヘンリー・ジョセフ・ハスケル（英: Henry Joseph Haskell）と結婚するが、オーヴィルは式典に出席することを拒否。彼女の結婚2年後、キャサリンは肺炎に罹った。 オーヴィルが知ったとき、彼はまだ彼女に連絡することを拒んだ。 彼らの兄ローリンは彼に彼女を訪問するように説得し、彼女が死んだときに彼はベッドサイドにいた。キャサリンは1929年3月3日に54歳で死亡した。

## 時代背景
時は19世紀末、すでに陸には蒸気機関車や車が走り、海や川では蒸気船が航行し、そして最初の有人飛行をしたモンゴルフィエ兄弟に始まる熱気球から派生した飛行船が存在した。しかし、「空気より重い飛行機」の動力飛行は全く発展途上にあった。
唯一の手掛かりとしてジョージ・ケイリーのグライダーを基にオットー・リリエンタールによって研究が進められていた。しかし当時はまだハイラム・マキシム(マキシムの飛行装置)等、多くの研究家は正しい飛行のための理論を確立するに至らず依然として暗中模索が続いていた時代だった。
1896年のリリエンタールの事故死後、これを皮切りにライト兄弟は飛行機を完成させることを考え、これが史上初の動力飛行成功へ向けてのきっかけとなり、時代を新たに拓く成功への一歩となった。

## 実績

### 有人動力飛行の成功
兄弟は1903年12月17日にノースカロライナ州キティホーク近郊にあるキルデビルヒルズにて12馬力のエンジンを搭載したライトフライヤー号によって有人動力飛行に成功。兄弟が初飛行に成功した時の写真は、2人に撮影を頼まれた観客の一人、地元の海難救助所員のジョン・T・ダニエルズが撮ったもので、合計4回の飛行が試みられた。
- 1回目: 12秒、120ft（約36.5m）
- 2回目: 12秒、175ft（約53.3m）
- 3回目: 15秒、200ft（約60.9m）
- 4回目: 59秒、852ft（約259.6m）[注 5]

見落とされがちであるが、この飛行は強風が吹く（理由は後述）彼らの実験場で風に向かって飛んだ記録であることに（もしそれ以前の「跳躍」とみなされている他者による実験と比較する時などには）注意が必要である。対気的な距離は対地的な距離よりももっと長い。
オーヴィルが写真技術を持っていたため良い記録写真が多く撮られていたが、1913年のグレートマイアミ川の洪水でかなりの数の乾板が損傷した。残ったものは、アメリカ議会図書館のライト兄弟アーカイブに保管されている。
それまでの他者による飛行の試みの多くが跳躍かその延長のものでしかなかったのに対して、主翼をねじることによって制御された飛行を行ない、飛行機の実用化に道を開いた。しかし、当初世間はこれを理解しないどころかむしろ冷淡であり、国内では様々な事情から特許権関係の問題を突きつけられたりさえしていた。

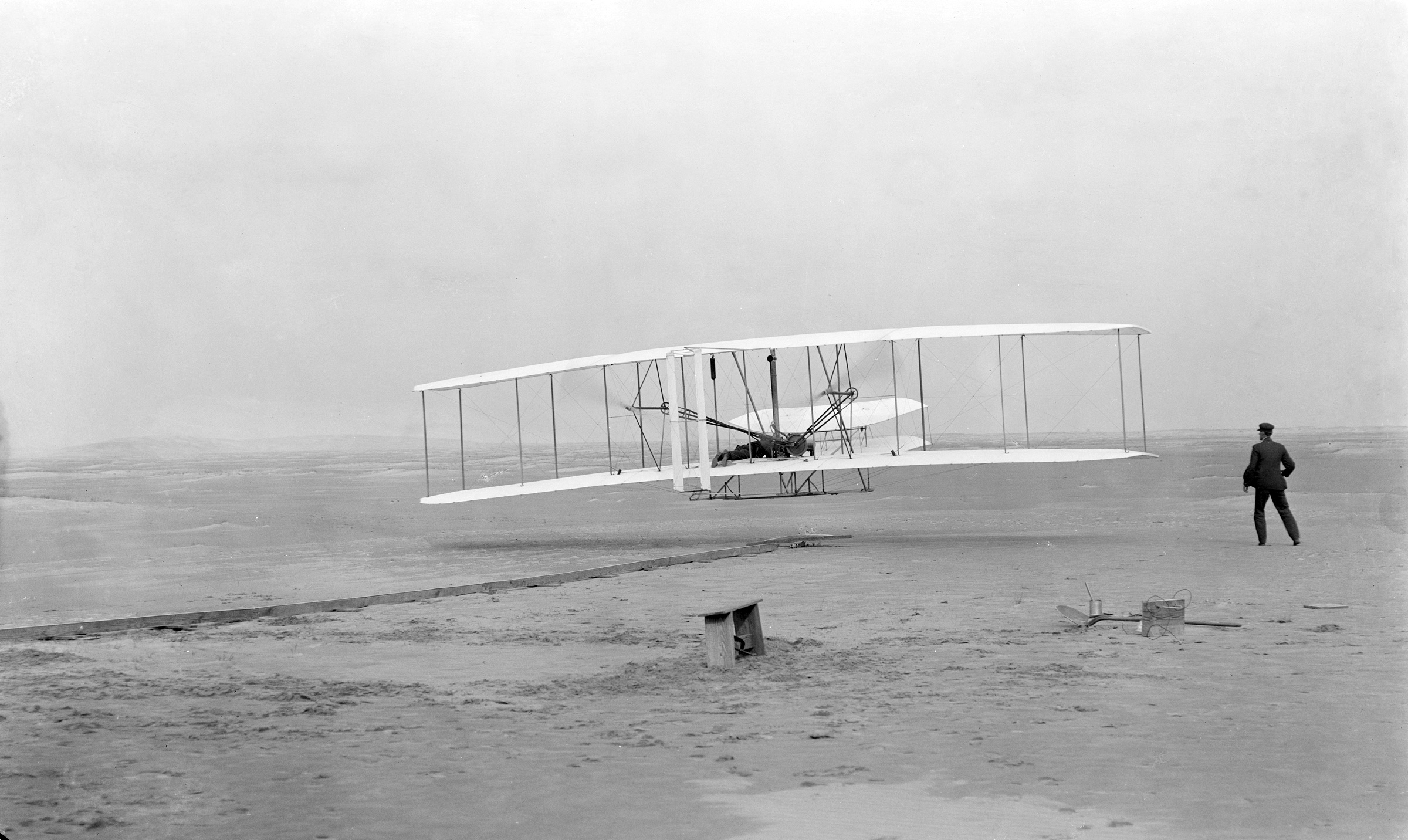
ノースカロライナ州キルデビルヒルズの砂丘における初飛行（1903年12月17日）。操縦者はオーヴィル。横にいるのはウィルバーで、離陸滑走の間、地面に触れないように支えていた翼端を離している。この飛行を見ていた観客はわずか5人であった。

### 成功のポイント
ライト兄弟は、他の大勢が失敗していたのに如何にして成功できたのかという質問に対しては確かな答えを持っていなかった。本物の天才だからというのが答えだろうと言われても、ウィルバーはそれを否定し、次のように言っている。「私には、個々ではそれほど重要ではない他の要因が数千にも合わさって、単なる知的能力や発明の才よりも10倍以上も強い影響を与えているように思える。もし時間が巻き戻っても、自分たちが行ってきたことを再び自分たちで実行できる可能性は全くないだろう。それは、偶然の出来事が奇妙に組み合わさったおかげであり、二度と起こらないかもしれない」。
航空分野の歴史家たちはそれでも成功の理由を探ろうとしてきた。
チーム・ライト兄弟の実質的なリーダーであった兄ウィルバーは、両親がイェール大学への進学を期待した勉学とスポーツの両方で優秀な学生であった。しかし、アイスホッケーで大怪我を負ってからうつ病を発症し、自宅で引きこもり生活を送っていた。大学への進学も断念した。弟オーヴィルの印刷業を手伝い、流れに任せた人生を送っていたが、ウィルバーは人生の大きなチャンスがまだ未来にあるかもしれないと常に考えていた。したがって、ウィルバーの深層の思いでは、自分が一般大衆から抜きん出るための手段として実用的飛行機の追求へ乗り出していた。既に社会的な成功を収めて、興味と投資を理由に飛行機の開発に乗り出してきたライバルたちにはない、容易に退却できないという感情を、ウィルバーは抱いていた。
技術者として見ると、兄ウィルバーと弟オーヴィルは、まったく異なるタイプの技術者であった。兄ウィルバーは飛行機全体を見て、バランス、力学的動作、安定性を思い描き、飛行機をシステムとして考えることに長けた技術者だった。他方、弟オーヴィルはドライバーやペンチを握ることを渇望し、機械要素を細々とした細部の観点から考えることに長けた技術者だった。ライト兄弟も自分たちの相違点を理解していたし、それが、兄弟が成功した秘訣の一つであった。二人のどちらもが、他方の長所を頼りとして自分の短所を補う、そうした心構えができていた。
ライト兄弟は互いに議論することに大きな喜びを感じていた。ウィルバーは次のように述べている。「オーヴィルと喧嘩をするは実にいい。本当にオーヴィルは喧嘩好きな男だ」。オーヴィルも次のように言っている。「議論が長くなると、馬鹿げたことにいつの間にか互いの主張が逆になっていて、しかも議論が始まった時から意見の一致が何もない」。それを見ていたライト自転車店の機械工（チャーリー・テイラー）は次のように言っている。「両者とも感情的だった。お互いに大声を出してひどいことを言っていた。本当に怒っていたとは思わないが、熱くなっていたのは確かだ」。ライト兄弟は激しく言い合いながら、真実の核心部が浮かび上がってくるまで、一種の口頭速記のように素速くアイデアをぶつけ合っていた。
ライト兄弟は、飛行機開発に乗り出した最初期に、すなわち最初の1899年凧の段階で、既に正解を得ていた。自転車を趣味としていた経験からバンク旋回の必要性に気づいて、ロール運動の手段としてたわみ翼を考案した。その結果、第一次世界大戦期の主力構成であった、矩形翼の複葉機構成を採用しており、しかもたわみ翼をたわませる仕組みにとって矩形翼の複葉機構成がほぼ必須であったため、他の翼形状（コウモリのような翼）や他の翼構成（昆虫のような翼）を試すなどして技術的に迷走する余地がなかった。
それまで多くの研究者の飛行への挑戦がことごとく失敗を重ねて来たのに対し、ライト兄弟は当時としては極めて高度な科学的視点から飛行のメカニズムを解明し、また同時に技術的工学的に着実な手法を取った。風洞実験によって得たデータを元に何機かのグライダー試作機を作成し一歩一歩堅実に飛行機の改良を行った。研究の初期には、当時の飛行機開発の最先端を行っていたサミュエル・ラングレー教授が所属するスミソニアン協会から研究資料の提供を受けていた。
グライダーによる実験の回数もリリエンタールらに比べてはるかに上回り、多くの実験データを収集するとともに飛行技術を身につけることができた。グライダーを基礎にまず操縦を研究して、自らそのパイロットになってから動力を追加するのが彼らの戦略であり、他者のプロジェクトは動力機体の製作しか眼中になかったと本人たちが述べている。
兄弟の成功に先立つ1903年10月7日と12月8日の2度、兄弟も教えを請うたサミュエル・ラングレー教授の飛行機エアロドロームは飛行テストを実施したが、どちらも機体は飛び立つことなく川へ転落した。スミソニアン協会会長の地位にあり、アメリカ政府援助のもと主導した実験の失敗はラングレー晩節の評価を地に堕とした。ラングレー教授のプロジェクトは、まず無人動力飛行機で実験を行い、次に有人動力飛行機を飛行させるというものであり、パイロットにとっては「ぶっつけ本番」を強いられるものであった。
飛行記録からするとオーヴィルの方が操縦に長けていたようである。兄弟は実験回数を増やすために「安定した強風が吹いている場所」を気象台に問い合わせ、故郷から遠く離れたキティホークをその場所に選んでいた。安定した強風が必要だったのは、グライダーを凧のように繋留索で空中に固定して、安全かつ安定に実験をするためである（リリエンタールは風がどの方向から吹いてもいいように人工の丘を作った。また墜落で命を落とした）。
また、兄弟は自転車店を経営することで研究に必要な資金を自弁できた上、自転車の技術を活用することも可能であった。例えば2基のプロペラはチェーン駆動であり、回転の向きを左右で逆にしてトルクを打ち消すためにチェーンを片方交差するなどしている。
一方で彼らの機体は機体の前方に水平安定板兼昇降舵があるなど、安定性の面に問題もあり、実際後年の再現プロジェクトはその点で苦労している。しかしながら、安定性と操縦応答は両立しないため、ライト兄弟は操縦応答を最優先した飛行機で飛行してこそ、本物の飛行であるという強い信念を持っていた。そして単なる精神論だけでなく、兄弟は滑空飛行を繰り返し操縦に熟練したことによって、成功を得た。

### 後年の復元検証
ライト兄弟の初飛行100周年にむけて、ライトフライヤー号を復元する研究がいくつか行われたが、コンピュータシミュレーションでは姿勢が安定せずに普通に飛べず、完成した復元機に至っては離陸すらできなかった。ライト兄弟が成功したのは当日の強風と、それをものともしない兄弟の操縦技術のおかげだという見解もある。

### 成功への反発
ライト兄弟は実験に成功したが、世間はこれを信用をしないばかりかこぞって反発した。サイエンティフィック・アメリカン、ニューヨークチューンズ、ニューヨーク・ヘラルド、アメリカ合衆国陸軍、ジョンズ・ホプキンズ大学の数学と天文学の教授サイモン・ニューカムなど各大学の教授、その他アメリカの科学者は新聞等でライト兄弟の試みに「機械が飛ぶことは科学的に不可能」という旨の記事やコメントを発表していた。
実際のところ、ライト兄弟の信条がこのような状況を招いていた。ライト兄弟は世間の流儀や仲間たちの動機を信用していなかった。飛行機の公開飛行を行えば、その機会に乗じてライバルは自分たちの技術を盗むと考えていた。飛行機の販売契約が完了するまでは、たとえ購入の可能性のある人でも飛行を目の当たりにすることも、飛行機を見ることさえも、許されなかった。さらに、取引が済むまで、いかなる種類の写真、図面、技術的解説も利害関係者に提供されなかった。ライト兄弟は、自分たちの正直な言葉を信じないのは自分たちに対する侮辱だと考えた。つまり、言葉だけで理解してもらえることを期待していた。
逆に後年ヘリコプターの実用性が議論されるようになった時期、オーヴィルは1936年の書簡中で「ヘリコプターには根本的な問題がある」、「ヘリコプターの開発には資金がかかりすぎる上に商用性もおぼつかないので誰もとりかかられないだろう」と書いている。

## 飛行成功後の苦悩と闘い
「空気よりも重い機械を用いた飛行の実用技術の開発者」と裁判所にも認められたライト兄弟を待ち構えていたものは、必ずしも栄光ではなかった。
ライト兄弟の成功と飛行技術に関する特許取得は、飛行機が兵器として注目されていたこともあり、争いや妬みの対象にもなった。特に兄弟にあからさまな敵意を向ける2人の人物がいた。その1人はチャールズ・ウォルコットである。有人動力飛行に失敗したラングレーの後を継いでスミソニアン協会会長の地位に就いた彼は、民間人であるライト兄弟の偉業を決して認めず、スミソニアン博物館航空史に「ライトフライヤー号」を一切展示しなかった。もう1人はグレン・カーチスである。腕の良い飛行家だった彼は、航空会社を設立し、何かとライト兄弟と特許に関して係争した。しかし、冒頭の裁判所の判断もあり、ことごとく敗訴していた。
カーチスはライト兄弟のパイオニアたる地位を否定すれば特許について有利な立場になれると考えていた。カーチスはウォルコットと手を結び資金援助を得て、1914年5月と6月にラングレーのエアロドローム再飛行実験を行ない成功した。ところが、実はエアロドロームにはカーチスの手により35箇所もの改造が加えられており、もはや全くの別物になっていた。実験結果を受け、ウォルコットはスミソニアン協会年次報告に「初めて飛べる飛行機を作ったのはラングレー」との声明を発表、丁寧に1903年当時の形状に戻したエアロドロームを、人間を乗せて飛行可能な世界初の飛行機と表示してワシントン国立博物館に展示した。すでに兄を亡くしていた弟オーヴィルは抗議したが協会は一切無視、それどころか年次報告に執拗なまでに声明文を繰り返し掲載した。そのため、一般にも世界初飛行に成功したのはラングレーだと思い込む者が増えた。
このような不毛な争いの最中に、飛行技術は急速に進歩していき、ライト兄弟の持つ特許や飛行技術は陳腐化していった。一例として、ロール制御の手段としてのたわみ翼は、補助翼というより完成度の高いものに進歩していた。1908年8月にはフランスのシャンパーニュ地方ランス (マルヌ県)で、世界最初の飛行大会（シャンパーニュ大航空週間）が開催された。この大会ではアンリ・ファルマンが飛行時間、ユベール・ラタムが高度、ルイ・ブレリオが速度の各部門の優勝者となった（今日の飛行機の形態が完成したのは、彼らの機体であった）。グレン・カーチスはこの大会に出場し、優勝こそ逃すもめざましい成績を示した。
ライト兄弟はこの飛行大会に参加しなかった。飛行機の発明者であるライト兄弟は、自分たちの特許権の侵害者たちと競い合うことを拒否していたからだった。しかし、勝利を確信できなくなっていた兄弟は、公開競技でライバルたちと向き合うことで、自分たちの名声を危険にさらすのは愚かだと考えた可能性がある。
飛行大会が行われた直後の1908年9月12日には、オーヴィル・ライトが滞空時間1時間14分20秒を達成して記録を塗り替えるが、5日後の9月17日に墜落事故を起こして重傷を負った（後述）。
ライト兄弟の機体には、遅れて登場した他の飛行機と比べて大きな欠点があった。操縦応答性を優先し安定性が極めて低いこと。離陸の際にレールを敷く必要があること。プロペラがチェーン駆動であるため、エンジン出力向上に限界があったこと。1910年にライト兄弟はライトB型を完成させる。これは水平尾翼を機体後部に移して安定性を高め、車輪を装備しレールを敷く必要を無くしたものであったが、チェーン駆動だけは相変わらずであった。1911年9月17日、カルブレイス・ペリー・ロジャーズという飛行家が、このライトB型を小型化したEX型を駆って、初のアメリカ大陸横断飛行に挑んだ。しかし何度も墜落を繰り返し、目的地にたどり着いたのは11月5日。部品交換と修理を繰り返した結果、出発時と同じ部品は尾翼と主翼を支える支柱のみで、出発時と同じ機体とはとても言えない内容であった。そんな中、失意と法廷闘争の疲労もあり、ウィルバーは1912年、腸チフスで死去した。ウィルバーの死の4年後、オーヴィルは飛行機製造から身を引く。
しかし、ライト兄弟が世界最初の有人動力飛行を行ったことを、高く評価する者も存在した。日の目を見ることなくマサチューセッツ工科大学の倉庫に保管されていたライトフライヤー号に思わぬ申し出が届いた。ロンドンの科学博物館が展示したいとオーヴィルに希望を寄せてきた。スミソニアン協会名誉総裁へ送った、エアロドローム再飛行実験に対する調査要請の書簡が無視されたのを最後と見定め、オーヴィルはロンドンからの申し入れを受諾。1928年ライトフライヤー号はイギリスに渡った。
イギリス旅行に来たアメリカ人は「何故ライトフライヤー号がこんな場にあるのか?」と驚いた。それはやがて世論となり、スミソニアン協会もいつまでも無視する訳にはいかなくなってきた。ウォルコットの死後、1928年に会長職を継いでいたチャールズ・アボットはオーヴィルと面談し、ライトフライヤー号をアメリカ合衆国に戻すよう要請した。それに対するオーヴィルの条件は、ただ「歴史を正しく修正する」ことのみであった。
アボットは、玉虫色の妥協点を見出そうとしたが、オーヴィルは決して譲らず、1942年ついにスミソニアン協会は声明を発表。ライト兄弟の偉業を認め、1914年の実験を否定し、最後の部分では兄弟に陳謝した。オーヴィルはこの声明に対して公式には無反応だったが、ロンドンの科学博物館の館長へ手紙を送り、戦争が終わって大西洋を越えて安全に輸送できるようになったら、飛行機を返還して欲しいことを伝えた。さらに、動力飛行40周年を祝ってワシントンで開催される祝宴で、フランクリン・ルーズベルト大統領の列席の下で自分の決定を発表することを計画した。しかし、ルーズベルトが出席できなくなったため、オーヴィルも発表しなかった。科学博物館への手紙も公表されなかった。さらに、オーヴィルは1948年1月30日に76歳で死去した。したがって、ライトフライヤー号がアメリカへ帰国することはないと思われていた。ところが、オーヴィルは自分の遺言書に次のように書いていた。「1903年12月17日にノースカロライナ州キティホークで飛行したライト飛行機（現在はイギリスのロンドン科学博物館に所在する）を、首都のみでの展示のために、ワシントンDCの合衆国国立博物館へ寄贈する」。
ライトフライヤー号がアメリカに戻ってワシントン国立博物館（国立航空宇宙博物館）に展示されたのは初飛行成功からちょうど45年経った1948年12月17日であり、盛大な展示除幕式が行われた。展示されたライトフライヤー号の説明書きには次のように書かれている。「実物のライト兄弟飛行機。人が操縦して持続的に自由飛行を行った、世界初の空気より重い動力飛行機である。ウィルバー・ライトとオーヴィル・ライトが発明し、製造して、1903年12月17日にノースカロライナ州キティホークで飛行した。ライト兄弟は独創的な科学研究により、発明者、製造者、飛行士として人類が飛行する原理を発見した。兄弟はさらに飛行機の開発を行い、人々に飛行方法を教えて、航空の時代を切り開いた」。
晩年のオーヴィルには、飛行機を発明したことを後悔する旨の言動がある。1942年にオーヴィルはヘンリー・フォードに対して、自分が動力飛行機を発明したことを悔いる内容の手紙を送り、1943年にアメリカ特許局設立150周年記念行事に参加した際には、最近100年間の十大発明は何かと問われ、あえて飛行機をその中から除外している。第二次世界大戦に関し、飛行機がもたらした破壊を残念に思うと述べた。

## 事故

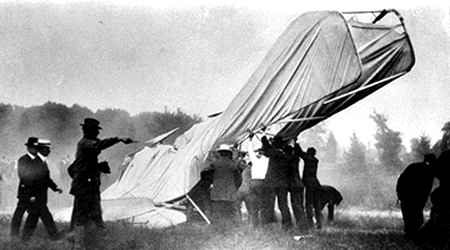
墜落したオーヴィル操縦のライトフライヤー

オーヴィルは、世界で初めて飛行機事故を起こした人物としても知られている。
1908年9月17日、バージニア州アーリントン郡の陸軍基地であるフォート・マイヤーでオーヴィルが操縦するライトフライヤーがデモフライト中に墜落。同乗していたトーマス・セルフリッジ陸軍中尉が死亡し、オーヴィルも重傷を負った。また、セルフリッジは飛行機事故初の犠牲者となった。

## 受賞歴
- 1909年 議会名誉黄金勲章受勲
- 1913年 コリアー・トロフィー（弟オーヴィルに対して）
- 1914年 エリオット・クレッソン・メダル（弟オーヴィルに対して）
- 1917年 アルバート・メダル（弟オーヴィルに対して）
- 1920年 ジョン・フリッツ・メダル（弟オーヴィルに対して）
- 1927年 ワシントン賞（弟オーヴィルに対して）
- 1933年 フランクリン・メダル
- 1975年 全米発明家殿堂選出

## 関連作品
- 大空への挑戦　ライト兄弟（1978年）